# Supa Savage 2
Supa Savage 2 è il terzo mixtape del rapper statunitense Lil Reese, pubblicato il 30 giugno 2015 dall'etichetta discografica RBC Records.

## Tracce
1. All That Haten – 3:06
2. Benji Chasen – 2:46
3. Day 1 – 3:36
4. Seen or Saw – 3:08
5. Somebody – 3:30
6. How Could I – 2:37
7. Baby – 3:10
8. Myself – 3:51
9. Gang – 2:34
10. Brazy – 4:52
11. You Know How We Play – 3:31
12. That's What's Up – 2:06
13. Ride – 4:09
14. Change Up – 3:18
15. Lil Reese So Fast – 3:36